# Rinaldo Simen

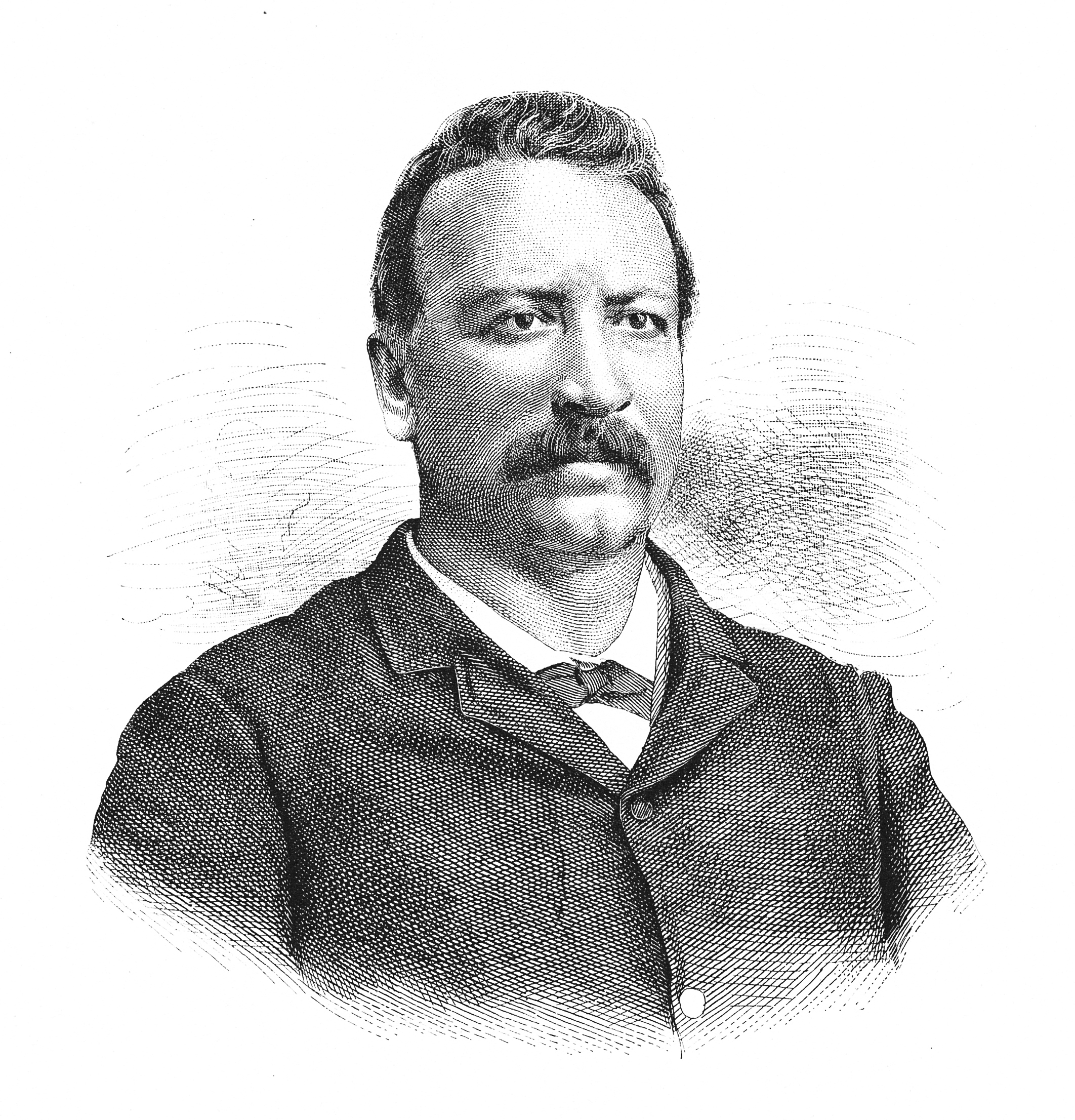
Rinaldo Simen

Rinaldo Simen (* 8. März 1849 in Bellinzona; † 20. September 1910 in Luzern) war ein Schweizer Journalist, Politiker, Freidenker, Tessiner Staatsrat und Ständerat der Freisinnig-Demokratischen Partei (FDP).

## Leben
Rinaldo Simen wurde als Sohn des Kaufmanns und Schützenhauptmanns Rocco Simen aus Andermatt geboren. Nach dem Besuch des Gymnasiums und einer Lehre als Telegrafist fand er eine Arbeit im Telegrafenamt, die er aufgab, um sich dem Journalismus und der Politik zu widmen. Er gründete Il Carabiniere ticinese (1873–1874), das Nachfolgeorgan Il Tempo (1874–1877) und schliesslich die Zeitung Il Dovere (1878), die später zum Sprachrohr des liberalen Aufstands wurde. Er heiratete 1880 Anna Caroline de Jacoby du Vallon, Marquise aus Paris (gestorben 1901) und 1902 Ilda Galli.
Mit Romeo Manzoni verteidigte er die Unvermeidlichkeit der radikalen Revolution vom 11. September 1890 (Tessiner Putsch) gegen die konservative Kantonsregierung und wurde zur repräsentativsten Figur des Settembrismo. Nach dem Sturz der konservativen Regierung von Gioachimo Respini, war er davon überzeugt, dass es zur Lösung der kantonale Probleme notwendig war, die eigenen Ideale zurückzustellen, und er setzte in der liberalen Mehrheitsregierung eine pragmatische und verhandlungsorientierte Linie durch.
Von 1893 bis 1905 stand er als Staatsrat dem Erziehungs- und Landwirtschaftsdepartement vor. Im Jahr 1904 reichte er seinen Rücktritt ein, nachdem es dem Druck der Radikalen gelungen war, die liberale Partei zu einem programmatischen Abkommen mit der Sozialistischen Partei zu bewegen, die die Politik ihres gemässigten Reformismus ablehnten. Von 1893 bis 1910 sass er im Ständerat, 1905–1910 im Tessiner Grossrat.

## Denkmal

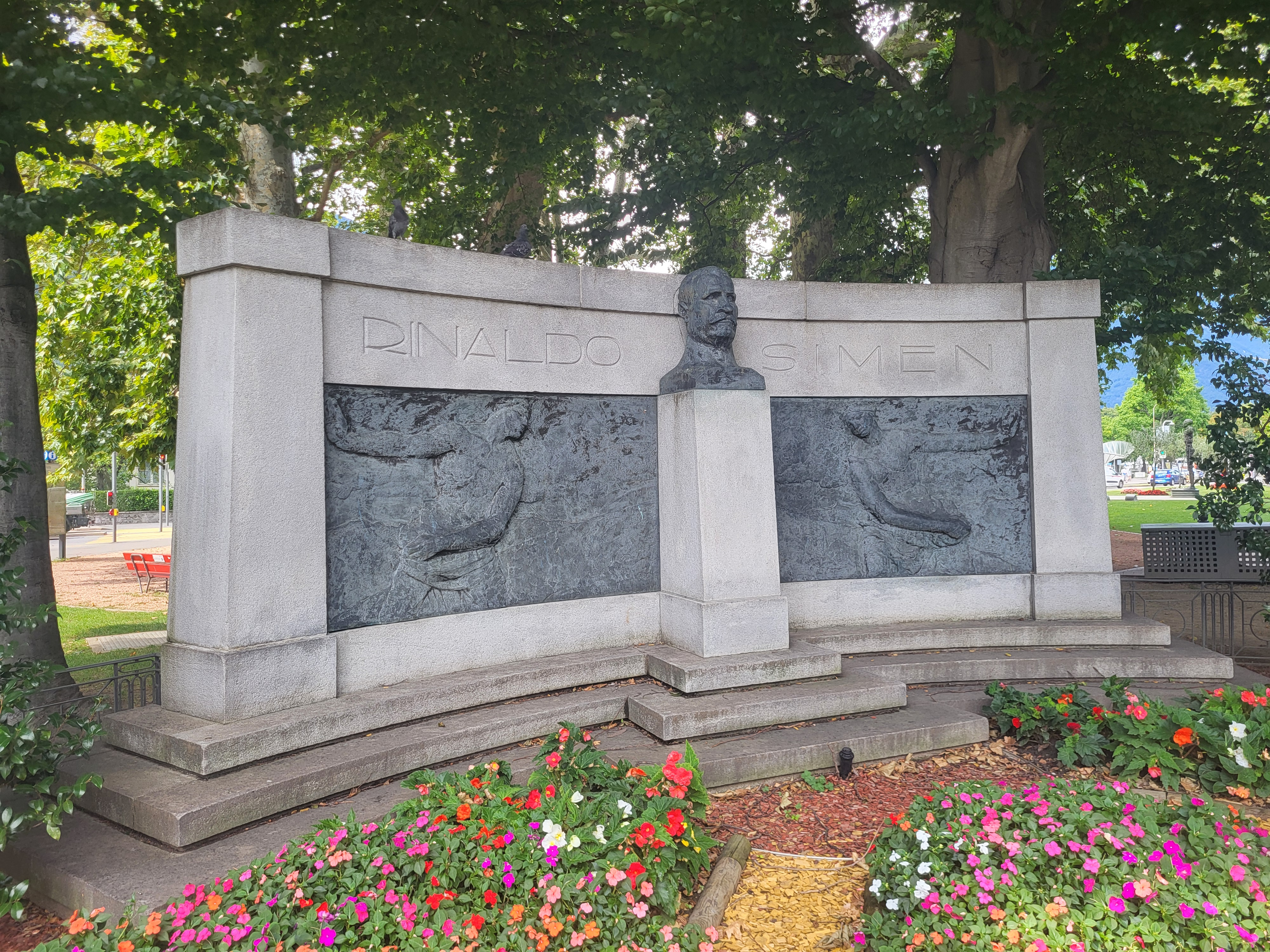
Das Rinaldo-Simen-Denkmal in Bellinzona

Sogleich nach seinem Tod konstituierten die Liberalen im Tessin ein Komitee zur Errichtung eines Denkmals für Simen. Durch den Ersten Weltkrieg wurde die Realisierung erheblich verzögert. Das Werk von Giuseppe Foglia mit dem Motto Seme (italienisch «Same, Keim») wurde am 6. Mai 1923 eingeweiht. Es steht auf der Piazza Rinaldo Simen in Bellinzona unterhalb des Castelgrande.